# Geleira Briggs

A geleira Briggs ou glaciar Briggs é uma geleira/glaciar entre o monte Worsley e O Tridente na Geórgia do Sul central, fluindo do noroeste para o campo de neve Murray. Mapeada como uma geleira fluindo para a cabeça da baía da Possessão pelo tenente comandante John M. Chaplin, da Marinha Real (1888-1977). Chaplin foi oficial de topografia a bordo do RRS Discovery durante a Expedição Oceanográfica Discovery de 1925-1927, e mais tarde ficou encarregado de um grupo de levantamento hidrográfico na Geórgia do Sul, de 1928-30.
A geleira Briggs recebeu o nome do marinheiro qualificado A.C. Briggs, um membro da tripulação da RRS Discovery em 1925-27 e membro do grupo de levantamento Chaplin em 1928-30. Durante o levantamento da Geórgia do Sul de 1955-1956, a complicada área de geleiras e campos de neve ao sul da baía da Possessão foi pela primeira vez mapeada em detalhes e a geleira Briggs foi ressituada.